# Новоселки (Кадомский район)
Новосёлки — село в Восходском сельском поселении Кадомского района Рязанской области России. Население по состоянию на 2010 год — 152 человека.

## История
Впервые село упоминается в 1680 году. В 1867 году по церковному ведомству в Новосёлках открылась начальная школа.

## География
Расстояние от села до районного центра Кадом составляет 16 км, до пгт Ермишь — 36 км, до города Сасово — 43 км.
В селе 3 улицы: Центральная, Молодёжная и Почтовая.
К северу от села расположен пруд Машковка.

## Население
| 1984 | 2010 | 2023 |
| ---- | ---- | ---- |
| 190  | ↘152 | ↘123 |

## Инфраструктура
В селе имеется дом культуры, библиотека, отделение почты, магазин, медпункт, кладбище, памятник погибшим в годы Великой Отечественной войны.
Администрация сельского поселения расположена в селе Восход.
Ближайшая школа, детский сад и техникум находятся в районном центре Кадом.

## Транспорт
Село расположено вдоль трассы 61к-030 Сасово—Кадом, имеется остановка общественного транспорта «Новосёлки».

## Религия
В 2014 году в с. Новоселки был освещен и открыт для богослужения Храм в честь иконы Божией Матери «Отрада и Утешение».